# سلفابيريدين
سلفابيريدين Sulfapyridine أو sulphapyridine الزمرة الدوائية مضاد حيوي  من السلفوناميدات، قصير التأثير.
.

## الاسم العلمي وفقاً لـIUPAC
4-amino-N-pyridin-2-ylbenzenesulfonamide
5

## الصيغة الكيميائية
C11H11N3O2S

## الوزن الجزيئ
249.29 غ/مول

## آليه العمل
تثبيط حمض النيوكليك الجرثومي.

## الاستعمال الطبي
لم يعد يستخدم للعلاج البشري، لكن يمكن أن يستخدم في أمراض IgA الخطية.
وهو جيد كمضاد جرثومي لكن انحلاله بالماء يعتمد كثيراً على الحموضة pH، مما يؤدي إلى خطر حدوث بيلة بلورات في المثانة أو الأحليل، مما يسبب ألم أو انسداد فيها.
كان العلاج الأول لذات الرئة، ويمكن أن يؤخد كمضغوطات أو يمكن أن يوضع المسحوق على موضع الجرح، وقد استخدم ثيراً خلال الحرب العالمية الثانية. وظل مطلوباً إلى أن حل محله البنسلينات والسلفوناميدات الأخرى.